# Kinal
Kinal es un yacimiento arqueológico maya precolombino que se encuentra en el departamento del Petén, en Guatemala. La época de mayor ocupación del sitio corresponde al periodo clásico tardío, habiendo evidencia de un esfuerzo constructivo mayor en la primera mitad del siglo VIII d. C.

## Descripción del sitio
El yacimiento llamado Kinal (del maya: lugar del fuego sagrado) consta de un juego de pelota, 21 plazas y más de 500 estructuras, muchas de las cuales han conservado sus bóvedas.  El lugar contiene también 32 monumentos esculpidos, incluyendo estelas y altares. Existe un sacbé que corre de oriente a poniente.  De entre los edificios monumentales la pirámide mayor mide 27 m de altura. El sitio ocupa un área aproximada de 2 km².
Hay asimismo un gran tanque de resreva de agua, una pequeña represa artificial, que data del periodo preclásico.  Este elemento fue usado para riego en un sistema productivo de agricultura intensiva que se realizó en terrazas, también construidas en el Kinal.